# 手胸罩

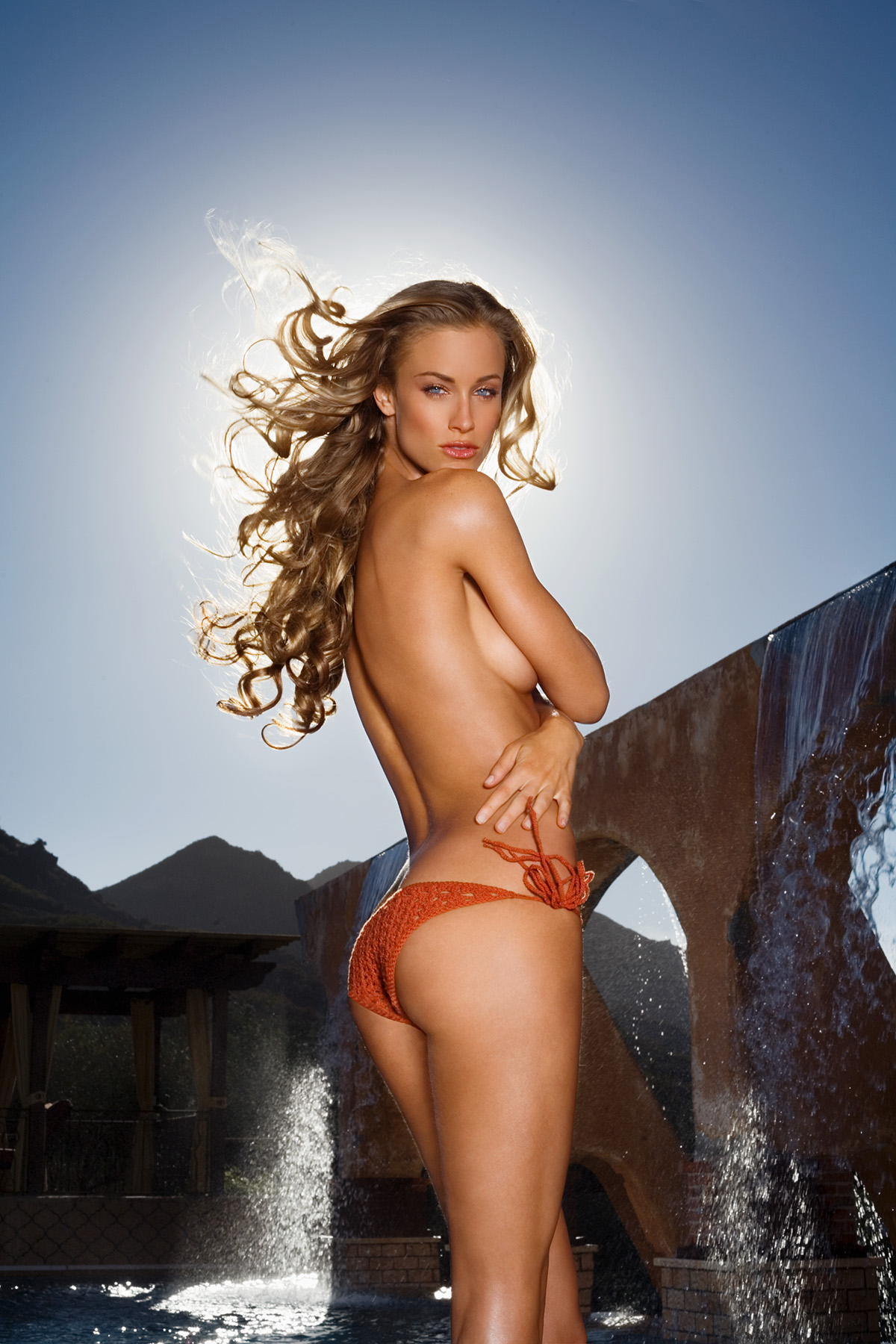
用手遮胸的女性模特兒Michele Merkin

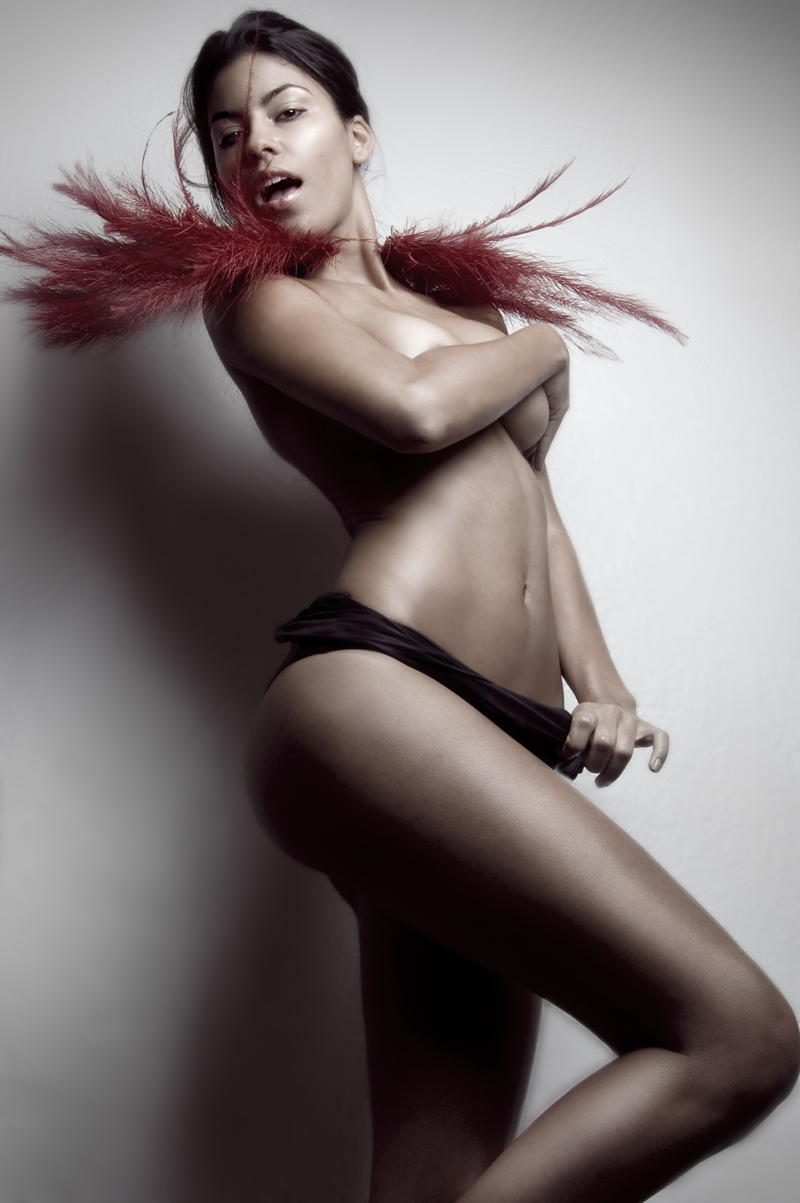
用手臂遮胸的半裸體魅力摄影

手狀胸罩術俚稱手胸罩、手掌胸罩或手形胸罩，是一种摄影姿势，是指女性模特兒的乳头及乳晕被模特本人或者他人以手遮擋，遮擋方式可能是用手掌，也可能是用手臂。

## 媒体
手掌胸罩在珍妮特·杰克逊1993年9月《滚石》杂志上的封面照片而名声大噪，在該張照片中，珍妮特·杰克逊上半身半裸，乳房部份被她當時的先生瑞尼·艾力臧多用手掌擋住，此照片后来被称作“史上最受欢迎封面”。这个姿势为男性杂志所惯用，例如《FHM》、《Maxim》 及《Zoo Weekly》等偏爱穿着暴露B级片女性演員和模特兒的杂志。
1994年7月，罗纳德·里根之女帕蒂·戴维斯（Patti Davis）由另外一名模特兒为她挡住乳房的照片，成为《花花公子》的封面。摄影師拉斐尔·马左科（Rafael Mazzocc）拍摄了一组由6个女人组成的手胸罩作为2006年《运动画刊》泳装特刊的封面，和一张玛莉莎·米勒用手遮住自己的胸部，以iPod挡住自己的女阴的照片作为2007年泳装特刊的封面。
有一种名为「handbra」的胸罩，模仿的就是这种摄影姿势中，用手掌遮擋乳房的形式。
一个名为「Boobs in Hand Bras」的iPhone程序展示了许多女人摆出手胸罩姿势的照片。